# Team Coop-Repsol (Frauenradsport)
Das Team Coop-Repsol ist ein norwegisches Radsportteam im Frauenradsport mit Sitz in Ålgård.

## Organisation und Geschichte
Das Team wurde 2008 gegründet und nimmt seit 2009 als UCI Women’s Team an internationalen Straßenradrennen teil. Erster Hauptsponsor des Teams war der norwegische Anbieter von Industrieanlagen Hitec Products.
Anfang bis Mitte der 2010er Jahre gehörte das Team zu den Top 10 im Frauenradsport. Leistungsträgerinnen des Teams waren in dieser Zeit unter anderem Emma Johansson (2011 Zweite in der Weltrangliste), Elisa Longo Borghini und Kirsten Wild. Letztere erzielte in der Saison 2016 mit dem Gewinn des Prudential RideLondon und einer Etappe der Kalifornien-Rundfahrt die ersten beiden Siege des Teams auf der UCI Women’s WorldTour. 2018 folgten zwei weitere WorldTour-Siege durch Charlotte Becker bei der Tour of Chongming Island.
2021 fusionierte das Team mit dem damaligen Männerteam Team Coop, neuer Co-Titelsponsor wurde die die norwegische Supermarktkette Coop. Seit der Saison 2024 starten Frauen- und Männerteam unter demselben Namen Team Coop-Repsol.

## Saison 2025
Mannschaft
| Teamkader 2025                           | Teamkader 2025    | Teamkader 2025         | Teamkader 2025                           |
| Name                                     | Geburtsdatum      | Land                   | Vorheriges Team                          |
| ---------------------------------------- | ----------------- | ---------------------- | ---------------------------------------- |
| Stine Dale                               | 11. November 1998 | Norwegen               |                                          |
| India Grangier                           | 5. Januar 2000    | Frankreich             | Stade Rochelais Charente-Maritime (2022) |
| Monica Greenwood                         | 24. Februar 1989  | Vereinigtes Königreich | DAS-Handsling Bikes (2023)               |
| Sigrid Ytterhus Haugset                  | 1. März 1999      | Norwegen               |                                          |
| Tiril Jørgensen                          | 29. Oktober 2000  | Norwegen               |                                          |
| Stina Kagevi                             | 28. August 2005   | Schweden               | Motala AIF CK (2023)                     |
| Magdalene Lind                           | 16. Mai 2002      | Norwegen               | Keukens Redant (2022)                    |
| Mari Hole Mohr                           | 1. März 2001      | Norwegen               | Stavanger Sykleklubb (2020)              |
| Laura Lizette Sander (12. Mär.–31. Dez.) | 15. Mai 2004      | Estland                | AG Insurance-Soudal NXTG (2024)          |
| Karin Söderqvist (17. Jun.–31. Dez.)     | 31. Juli 2003     | Schweden               | Lifeplus Wahoo (2024)                    |
| Camilla Ranes Bye                        | 17. November 2004 | Norwegen               | Torelli (2023)                           |
| April Tacey                              | 12. Oktober 2000  | Vereinigtes Königreich | Lifeplus Wahoo (2023)                    |
| Aidi Gerde Tuisk                         | 1. März 2002      | Estland                | Eneicat-CMTeam-Seguros Deportivos (2023) |
| Eline Van Rooijen                        | 29. August 2001   | Niederlande            | AG Insurance-Soudal Quick-Step (2023)    |
|                                          |                   |                        |                                          |
| Quelle: ProCyclingStats                  |                   |                        |                                          |

Erfolge
| Siege    | Siege                                                    | Siege       | Siege  | Siege                | Siege |
| Datum    | Rennen                                                   | Staat       | Klasse | Siegerin             |       |
| -------- | -------------------------------------------------------- | ----------- | ------ | -------------------- | ----- |
| 17. Mai  | Omloop der Kempen Ladies                                 | Niederlande | 1.1    | April Tacey          |       |
| 21. Jun. | Estnische Meisterschaften, Einzelzeitfahren der Frauen   | Estland     | CN     | Laura Lizette Sander |       |
| 1. Jul.  | Schwedische Meisterschaften, Einzelzeitfahren der Frauen | Schweden    | CN     | Stina Kagevi         |       |
| 6. Jul.  | Volta a Portugal Feminina, 5. Etappe                     | Portugal    | 2.2    | India Grangier       |       |

## Bisherige Saisonerfolge
| Rennserie                 | 2009 | 2010 | 2011 | 2012 | 2013 | 2014 | 2015 | 2016 | 2017 | 2018 | 2019 | 2020 | 2021 | 2022 | 2023 | 2024 |
| ------------------------- | ---- | ---- | ---- | ---- | ---- | ---- | ---- | ---- | ---- | ---- | ---- | ---- | ---- | ---- | ---- | ---- |
| UCI Women’s WorldTour     | -    | -    | -    | -    | -    | -    | -    | 2    | -    | 2    | -    | -    | -    | -    | -    | -    |
| andere UCI-Rennen         | -    | -    | 11   | 6    | 6    | 11   | 18   | 11   | 6    | 2    | 7    | 2    | -    | 1    | -    | 5    |
| nationale Meisterschaften | -    | 1    | 2    | 4    | 2    | 2    | 2    | 4    | 2    | 2    | 2    | -    | -    | 1    | 1    | 1    |

## Platzierungen in UCI-Ranglisten
UCI World Cup
| World Cup   | World Cup   | World Cup                  | World Cup |
| Jahr        | Teamwertung | Einzelwertung              |           |
| ----------- | ----------- | -------------------------- | --------- |
| 2009        | 15.         | Sara Mustonen (43. )       |           |
| 2010        | 17.         | Trine Schmidt (54. )       |           |
| 2011        | 5.          | Emma Johansson (3. )       |           |
| 2012        | 5.          | Emma Johansson (6. )       |           |
| 2013        | 4.          | Elisa Longo Borghini (5. ) |           |
| 2014        | 5.          | Elisa Longo Borghini (8. ) |           |
| 2015        | 8.          | Kirsten Wild (19. )        |           |
|             |             |                            |           |
| Quelle: UCI |             |                            |           |

UCI Women’s WorldTour
| UCI World Tour | UCI World Tour | UCI World Tour            | UCI World Tour |
| Jahr           | Teamwertung    | Einzelwertung             |                |
| -------------- | -------------- | ------------------------- | -------------- |
| 2016           | 9.             | Kirsten Wild (31. )       |                |
| 2017           | 18.            | Emilie Moberg (50. )      |                |
| 2018           | 18.            | Charlotte Becker (38. )   |                |
| 2019           | 18.            | Marta Tagliaferro (49. )  |                |
| 2020           | 19.            | Mieke Kröger (67. )       |                |
| 2021           | 23.            | Josie Nelson (151. )      |                |
| 2022           | 18.            | Nicole Steigenga (78. )   |                |
| 2023           | 22.            | Josie Nelson (76. )       |                |
| 2024           | 23.            | Camilla Ranes Bye (181. ) |                |
|                |                |                           |                |
| Quelle: UCI    |                |                           |                |

UCI World Ranking
| UCI Ranking | UCI Ranking | UCI Ranking                 | UCI Ranking |
| Jahr        | Teamwertung | Einzelwertung               |             |
| ----------- | ----------- | --------------------------- | ----------- |
| 2009        | 19.         | Sara Mustonen (43. )        |             |
| 2010        | 16.         | Sara Mustonen (57. )        |             |
| 2011        | 3.          | Emma Johansson (2. )        |             |
| 2012        | 5.          | Emma Johansson (3. )        |             |
| 2013        | 4.          | Elisa Longo Borghini (6. )  |             |
| 2014        | 6.          | Elisa Longo Borghini (11. ) |             |
| 2015        | 7.          | Kirsten Wild (9. )          |             |
| 2016        | 9.          | Kirsten Wild (28. )         |             |
| 2017        | 13.         | Susanne Andersen (46. )     |             |
| 2018        | 15.         | Charlotte Becker (55. )     |             |
| 2019        | 22.         | Vita Heine (45. )           |             |
| 2020        | 27.         | Mieke Kröger (72. )         |             |
| 2021        | 25.         | Mieke Kröger (84. )         |             |
| 2022        | 20.         | Nicole Steigenga (63. )     |             |
| 2023        | 27.         | Josie Nelson (140. )        |             |
| 2024        | 35.         | Camilla Ranes Bye (206. )   |             |
|             |             |                             |             |
| Quelle: UCI |             |                             |             |